# غراهام دبليو. جاكسون سينيور
غراهام دبليو. جاكسون سينيور (بالإنجليزية: Graham W. Jackson, Sr.)‏ هو عازف بيانو أمريكي، ولد في 22 فبراير 1903، وتوفي في 15 يناير 1983.

## وصلات خارجية
- غراهام دبليو. جاكسون سينيور على موقع ميوزك برينز (الإنجليزية)